# Внимавай с ангела
„Внимавай с ангела“ (на испански: Cuidado con el ángel) е мексиканска теленовела от 2008 г., режисирана от Виктор Мануел Фульо, Виктор Родригес и Мигел Корсега и продуцирана от Натали Лартио за Телевиса. Адаптация е на венецуелската теленовела Una muchacha llamada Milagros от 1974 г., създадена по оригиналната история от Делия Фиайо.
Главните положителни персонажи са поверени на Маите Перони и Уилям Леви, а отрицателните на Ана Патрисия Рохо, Росио Банкелс, Лаура Сапата, Найлеа Норвинд, Артуро Кармона и Мишел Виет. Специално участие вземат „първите актьори“ Евита Муньос „Чачита“, Елена Рохо и Рикардо Блуме.

## Сюжет
Веднага щом се ражда, Маричуи е изоставена от своята майка, която мисли, че бебето няма да оцелее. Маричуи е поверена на свещеник, който я оставя в сиропиталище. На 14-годишна възраст Маричуи бяга от дома, като остава да живее на улицата. Един ден е нападната от пияница и оттогава изпитва ужас към мъжете. Канделария е добра жена, която взема момичето при себе си, като се грижи за него като за своя дъщеря. В един момент Маричуи е обвинена в престъпление и се озовава в съда. Неин защитник е психоаналитикът Хуан Мигел Сан Роман. Момичето е освободена под опеката на Хуан Мигел и той я взема в дома си. Хуан Мигел е вдовец, при него живее тъщата му Онелия, която превръща в ад живота на Маричуи. Хуан Мигел и Маричуи са влюбват един в друг и се женят. В първата брачна нощ младоженката разбира, че човекът за когото се е омъжила, всъщност е онзи пияница, който се е възползвал от нея. Това я подтиква да си тръгне от него. Малко по-късно Маричуи разбира че е бременна от Хуан Мигел, но решава да не му каже. Заедно с Канделария напускат града и заминават за провинцията. Двете се оказват в дома на Леопардо, който се влюбва в девойката. По-късно Леопардо разбира че мъжът на Маричуи е неговият съученик Хуан Мигел, но това не го отказва от нея. Двамата мъже започват да се борят за любовта ѝ но, за нея, решението няма да бъде лесно.

## Актьори
Част от актьорския състав:
- Маите Перони – Мария де Хесус „Маричуи“ Веларде
- Уилям Леви – Хуан Мигел Сан Роман Бустос
- Елена Рохо – Сесилия Сантос де Веларде
- Ана Патрисия Рохо – Естефания Рохас / Естефания Веларде Сантос
- Лаура Сапата – Онелия Монтенегро вдовица де Майер
- Найлеа Норвинд – Вивиана Майер Монтенегро де Сан Роман
- Мишел Виет – Ана Хулия Вияасеньор
- Рикардо Блуме – Патрисио Веларде дел Боске
- Росио Банкелс – Исабела Рохас
- Артуро Кармона – Амадор Роблес
- Рене Стриклер – Омар Контрерас „Леопардо“
- Евита Муньос „Чачита“ – Канделария Мартинес
- Мая Мишалска – Бланка Силва Кастро / Ивет
- Мигел Корсега – Отец Анселмо Видал

## Премиера
Премиерата на Внимавай с ангела е на 9 юни 2008 г. по Canal de las Estrellas. Последният 194. епизод е излъчен на 6 март 2009 г.